# Zračna luka Kankan
Zračna luka Kankan (IATA kod: KNN, ICAO kod: GUXN) smještena je kod grada Kankana u istočnoj Gvineji.